# ESADE

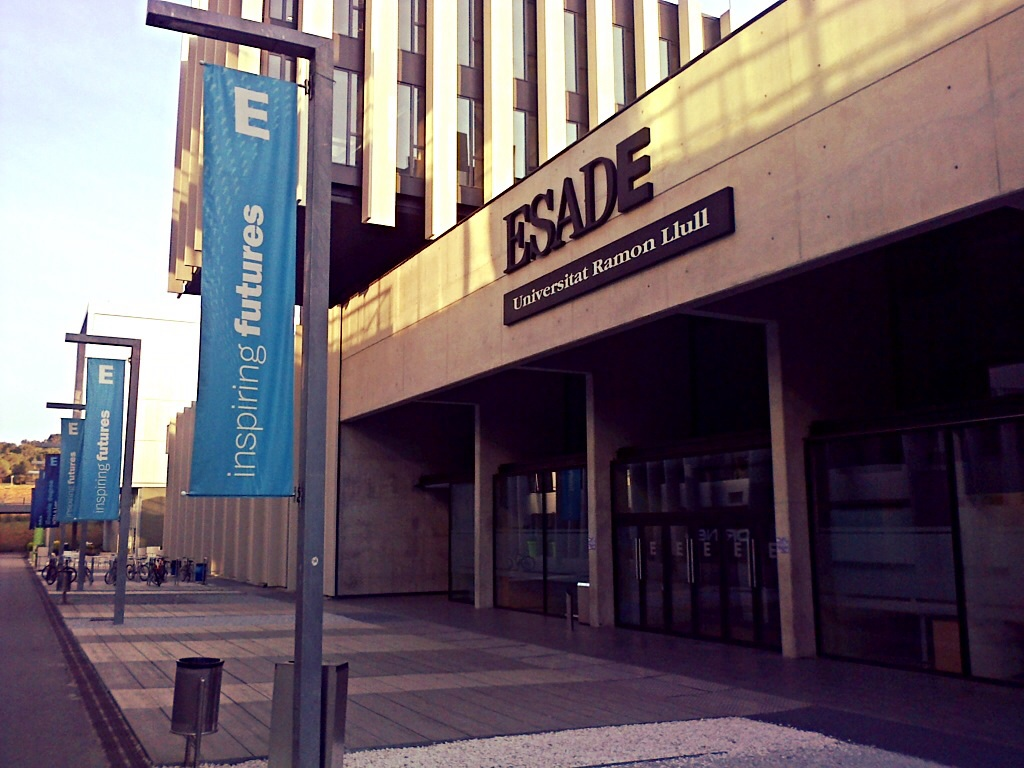
ESADE Campus Sant Cugat

ESADE（エサデ）あるいはESADEビジネススクール（ESADE Business School）は、スペイン・カタルーニャ州バルセロナ県バルセロナに本部を置く世界トップクラスのMBAビジネススクールである。バルセロナにあるラモン・リュイ大学に属しており、ESADEビジネススクールの他、ESADEロースクールも運営している。
2025年のGlobal MBA Rankingでは世界第8位、欧州第5位に選ばれている（フィナンシャル・タイムズ紙）。また2022年にはBest MBA Programs For Entrepreneurshipにて世界第３位、欧州第1位に選ばれるなど起業家育成という面でも評価されている（Poets & Quants) 。国際的なビジネススクール認定機関であるEQUIS、AACSB、AMBAより認証を取得済である（2017年10月現在、三大機関より認証を受けているスクールは世界で77校）。ロンドン・ビジネス・スクール、ケロッグ経営大学院（ノースウェスタン大学）、シカゴ大学ブース・スクール・オブ・ビジネス、カルフォルニア大学バークレー校ハーススクール・オブ・ビジネスなどの米国ビジネススクールをはじめとする世界40以上のスクールと交換留学プログラムを行っている。
世界100ヵ国以上に7万人を超える卒業生ネットワークを有し、ジョンソン・エンド・ジョンソンなどのフォーチュン・グローバル500企業のCEOを複数人輩出している。

## 歴史
1958年、バルセロナにあるサンジェルバシ地区において創設。1964年にMBAコース、1993年にESADEロースクールを開校。その後2000年にマドリード、2003年にはアルゼンチン・ブエノスアイレス、2009年にはバルセロナ郊外のサン・クガ・ダル・バリェスにそれぞれキャンパスを開校し現在に至る。

## プログラム

### Full Time MBA
Full Time MBAのプログラム期間は12ヵ月（コアタームのみ）、15ヵ月（コアターム＋インターンシップ or 交換留学）、18ヵ月（コアターム＋インターンシップ＋交換留学）の3コースあり、入学後9ヵ月目まで選択可能である。以前はスペイン語コースもあったが、2012年より授業は英語コースのみとなっている。グループワークに重きを置いており、成績評価の3～5割はグループワークの成果によって決まる。
Class of 2019の生徒数は187人でその出身国数は50ヵ国である。出身国の内訳は、アジア32％、ラテンアメリカ30％、ヨーロッパ24％、北米10％、中東3％、アフリカ1％。平均年齢は29歳で平均勤続年数は5年。出身業界は、産業系48％、金融系21％、サービス系15％、コンサル系12％と産業系が多い。

## ランキング

### 主なMBAランキング
|                                                                                     | 2017 | 2018 | 2019 | 2020 | 2021 | 2022 | 2023 |
| ----------------------------------------------------------------------------------- | ---- | ---- | ---- | ---- | ---- | ---- | ---- |
| Financial Times - Global MBA Ranking（世界ランキング）                              | 17位 | 20位 | 21位 | 24位 | 20位 | 34位 | 30位 |
| Financial Times - Top MBAs for Women in Europe                                      |      | 1位  |      |      |      |      |      |
| QS - Global MBA Rankings（世界ランキング）                                          |      | 17位 | 13位 | 17位 | 13位 | 17位 | 19位 |
| QS - Europe MBA Rankings                                                            | 7位  | 6位  | 8位  | 6位  | 6位  | 8位  | 8位  |
| QS - MBA Rankings by Career Specialization - Entrepreneurship（世界ランキング）     |      | 5位  |      | 16位 |      | 8位  |      |
| QS - Executive MBA Rankings（世界ランキング）                                       |      | 23位 | 17位 | 14位 | 9位  | 11位 | 9位  |
| Poets&Quants - The World's Best MBA Programs For Entrepreneurship（世界ランキング） |      |      | 5位  | 7位  | 4位  | 3位  | 4位  |
| Poets&Quants - Best MBA Programs For Entrepreneurship in Europe                     |      |      | 1位  | 1位  | 1位  | 1位  | 2位  |

### 主なMScランキング
|                                                                                    | 2017 | 2018 | 2019 | 2020 | 2021 | 2022 | 2023 |
| ---------------------------------------------------------------------------------- | ---- | ---- | ---- | ---- | ---- | ---- | ---- |
| Financial Times - Masters in Management（世界ランキング）                          | 8位  | 11位 | 11位 | 14位 | 16位 | 16位 | 8位  |
| QS - World University Rankings for Masters in Management（世界ランキング）         | 4位  | 3位  | 4位  | 12位 | 6位  | 6位  | 8位  |
| QS - World University Rankings for Masters in Marketing（世界ランキング）          |      | 4位  | 7位  | 4位  | 6位  | 6位  | 7位  |
| QS - World University Rankings for Masters in Finance（世界ランキング）            | 6位  | 6位  | 7位  | 11位 | 14位 | 15位 | 18位 |
| QS - World University Rankings for Masters in Business Analytics（世界ランキング） |      | 5位  | 7位  | 8位  | 9位  | 12位 | 18位 |

### 主なExecutive Educationランキング
|                                                                                         | 2017 | 2018 | 2019 | 2020 | 2021 | 2022 | 2023 |
| --------------------------------------------------------------------------------------- | ---- | ---- | ---- | ---- | ---- | ---- | ---- |
| Financial Times - Executive Education Ranking - Open programmes（世界ランキング）       | 11位 | 21位 | 16位 | 15位 |      | 4位  | 3位  |
| Financial Times - Executive Education Ranking - Customised programmes（世界ランキング） | 29位 | 30位 | 14位 | 11位 |      | 8位  | 12位 |
| Financial Times - Executive Education Ranking - Combined（世界ランキング）              | 16位 | 19位 | 13位 | 11位 |      | 4位  | 4位  |

## ESADE Creapolis

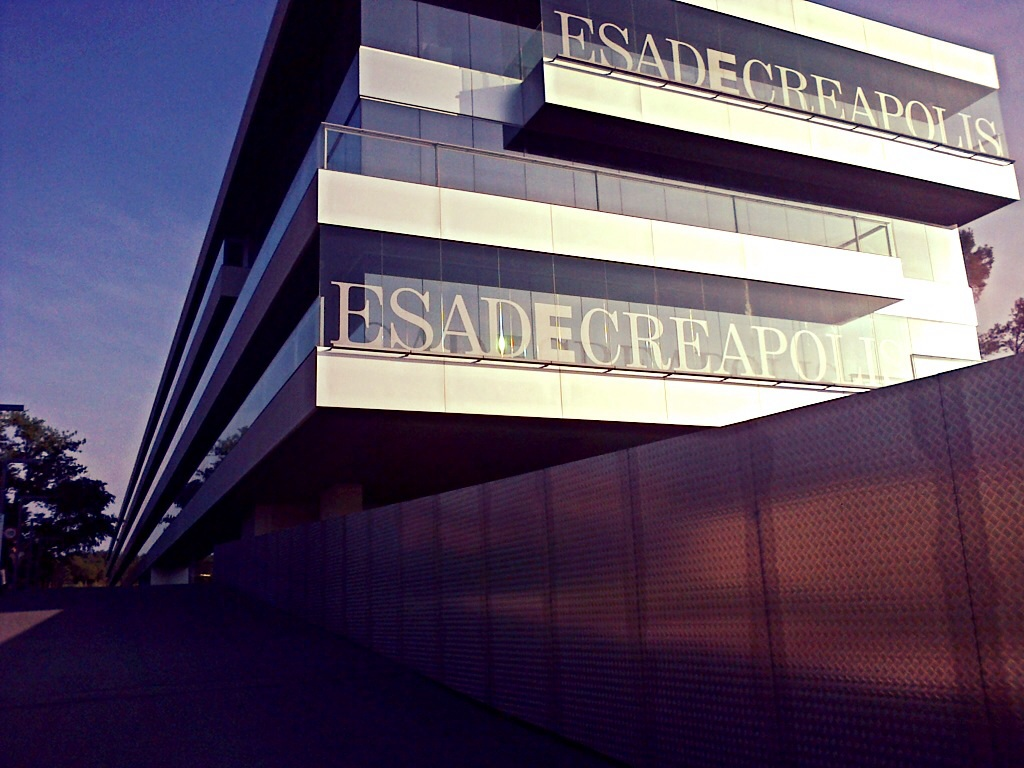
ESADE Creapolis

スペインの地場政府、金融機関、事業会社等と共に立ち上げたビジネスパーク。サンクガットキャンパス内にあり、50社以上のベンチャー企業が入居している他、起業や事業拡大に関するサポートも行っている。また同施設内に設けられたRambla of Innovationでは、ビジネスプラン作成・検証を行うためのスペースや最新設備（3Dプリンターやレーザーカッター等）があり、起業家やベンチャー企業のみならず、学生や教授陣も利用可能である。
生徒は、プログラムの1つであるAction Learning Consultancy project（多国籍企業や新興企業に対してのコンサルティングプロジェクト）などを通して同施設内の企業と協働することで実践的な知識や技術を学ぶことができる。

## 著名な卒業生
Enrique Lores - HP Inc. 社長兼CEO
Ferran Soriano - マンチェスター・シティFC 元CEO
Javier Ferrán - ディアジオ 会長
Ramon Laguarta - ペプシコ 会長兼CEO
Sandro Rosell - FCバルセロナ 元会長
Jaume Guardiola Romojaro - サバデル銀行 元CEO
Joaquin Duato - ジョンソン・エンド・ジョンソン 会長兼CEO
Jordi Hereu - 元バルセロナ市長
Xavier Espot Zamora - アンドラ公国 首相
斎藤聡 - カンボジア・リーグ CEO